# Danh sách Đại biểu Đại hội Đảng Cộng sản Trung Quốc lần thứ XX

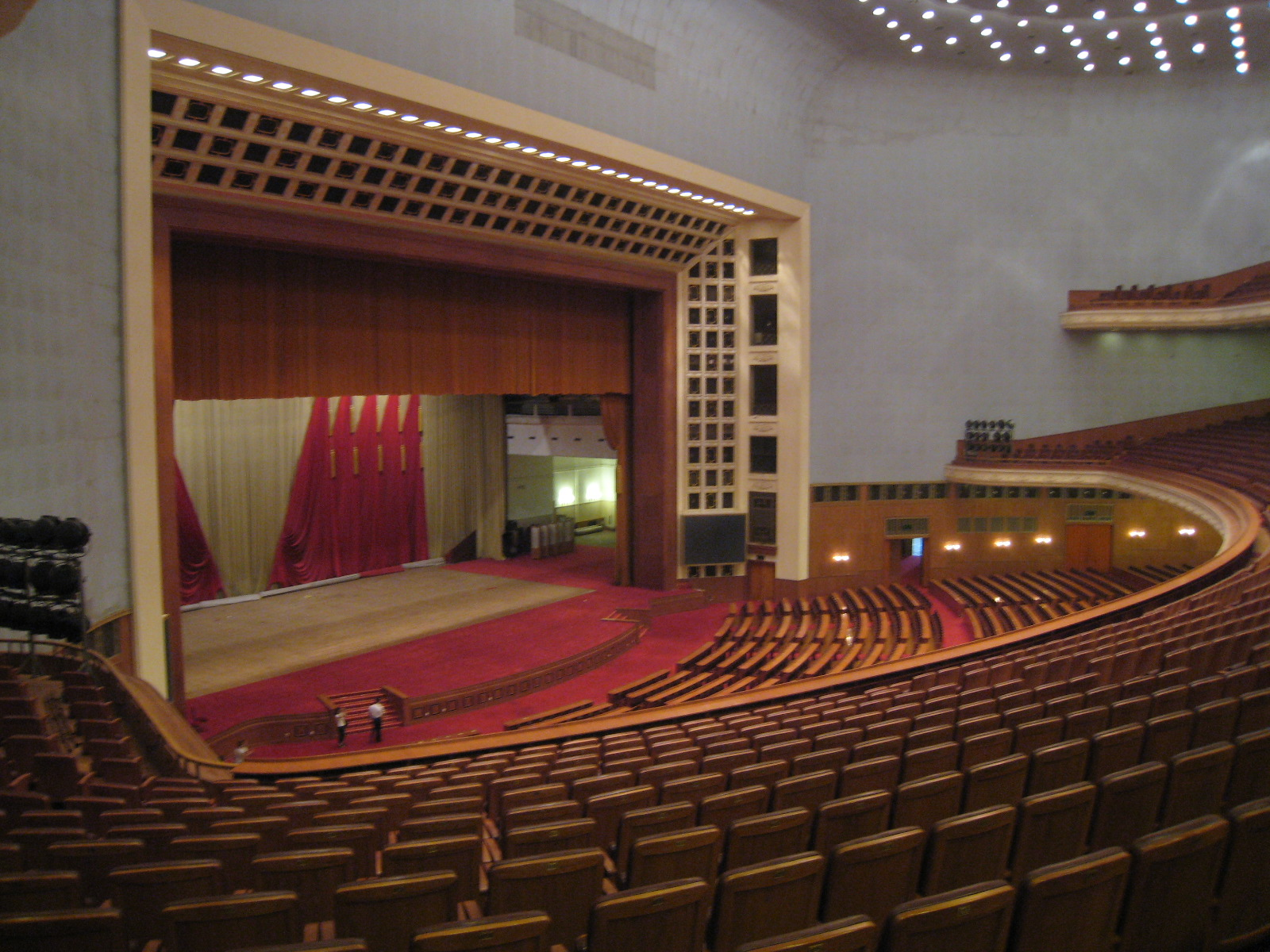
Vạn nhân đường, nơi khai mạc Đại hội Đảng Cộng sản Trung Quốc lần thứ XX.

Dưới đây là danh sách các Đại biểu tham dự Đại hội Đảng Cộng sản Trung Quốc lần thứ XX vào ngày 16 tháng 10 năm 2022. Tính đến ngày 1 tháng 10 năm 2022, có 2.296 đại biểu của Đảng bộ Đảng Cộng sản Trung Quốc các cấp đã được bầu, đến từ 38 đơn vị bầu cử được chia thành 32 đơn vị hành chính cấp tỉnh là tỉnh, khu tự trị, thành phố trực thuộc trung ương; 3 cơ quan trung ương; 2 đặc khu là Hồng Kông và Ma Cao; cùng với đơn vị của Quân Giải phóng Nhân dân và Lực lượng Cảnh sát Vũ trang Nhân dân. Các đại biểu tham dự Đại 20 cũng bao gồm những khách mời đặc biệt do Ủy ban Trung ương Đảng Cộng sản Trung Quốc xác định. Mỗi đại biểu đều có các quyền là quyết định về các báo cáo công tác, chủ trương, đường lối đặt ra trong những giai đoạn tiếp theo; sửa đổi Điều lệ Đảng Cộng sản; bầu hoặc ứng cử vào Ủy ban Trung ương Đảng Cộng sản Trung Quốc khóa XX, gồm Ủy viên chính thức và Ủy viên dự khuyết, Ủy viên Ủy ban Kiểm tra Kỷ luật Trung ương Đảng. Quyền tuyển cử không chỉ dành cho các đại biểu, các đảng viên không phải là đại biểu cũng có thể tham gia tuyển cử và được bầu làm Ủy viên Trung ương Đảng hoặc Ủy viên Ủy ban Kiểm Kỷ trong những trường hợp nhất định trong nhiệm kỳ mới. Các đại biểu không có quyền bầu Ủy viên Bộ Chính trị, Ủy viên Ủy ban Thường vụ Bộ Chính trị hoặc Tổng Bí thư, những chức vụ này do Ủy viên Trung ương Đảng bầu tại hội nghị toàn thể lần thứ nhất của Ủy ban Trung ương ngay sau đại hội.

## Trung ương và vũ trang

### Cơ quan Nhà nước và Trung ương
Ngày 19 tháng 7 năm 2022, Đảng bộ khối các cơ quan Nhà nước và Trung ương đã tổ chức hội nghị và bầu 293 đại biểu của các cơ quan Trung ương và Nhà nước tham dự Đại 20. Trong đó, có 58 nữ đại biểu, chiếm tỷ lệ 19,80%; 23 đại biểu là người dân tộc thiểu số, chiếm tỷ lệ 7,85%. Có ba (3) đại biểu là lãnh đạo cấp phó quốc gia đương nhiệm là Ủy viên Bộ Chính trị, Chủ nhiệm Văn phòng Trung ương Đảng Đinh Tiết Tường, Ủy viên Quốc vụ, Bộ trưởng Ngoại giao Vương Nghị, và Ủy viên Quốc vụ, Tổng thư ký Quốc vụ viện Tiêu Tiệp.
| Nam | Nữ |
| --- | --- |
| Đinh Xích Biểu • Đinh Học Đông • Đinh Tiết Tường • Vu Thiệu Lương • Vạn Lập Tuấn • Mã Long • Mã Quân Thắng • Mã Quốc Hoa (người Hồi) • Mã Nhạc Lợi • Mã Hiểu Vĩ • Mã Triêu Húc • Vương Khả • Vương Quân • Vương Hoành • Vương Nghị • Vương Nhất Bưu • Vương Tiểu Hồng • Vương Quảng Hoa • Vương Thiếu Phong • Vương Văn Đào • Vương Lệnh Tuấn • Vương Vĩnh Hồng • Vương Húc Đông • Vương Giang Bình • Vương Tiến Triển • Vương Chí Cương • Vương Chí Thanh • Vương Lục Tiến • Vương Xương Thuận • Vương Thụ Văn • Vương Hạ Thắng • Vương Chấn Dân • Vương Thiết Hán • Vương Hồng Tân • Vương Lôi Minh • Vương Tuệ Mẫn • Kỳ Diên Quân • Khổng Thiệu Tốn • Thạch Thái Phong • Lư Phương Quân (người Thổ Gia) • Lư Ánh Xuyên • Thân Trường Vũ • Điền Thế Hoành • Điền Học Quân • Điền Học Bân • Điền Bồi Viêm • Tùng Lượng • Mẫu Cường (người Khương) • Cát Lâm • Khúc Thanh Sơn • Khúc Oánh Phác • Lữ Nham Tùng • Chu Trung Minh • Chu Hải Lê • Nhậm Kinh Đông • Nhậm Hồng Bân (người Thổ Gia) • Trang Quốc Thái • Trang Vinh Văn • Lưu Vĩ • Lưu Côn • Lưu Chiếu • Lưu Kim Quốc • Lưu Kiến Ba (người Mãn) • Lưu Kiến Siêu • Lưu Tư Dương • Lưu Tuấn Thần • Lưu Kết Nhất • Lưu Chấn Phương • Lưu Ái Lực • Lưu Hải Tinh • Lưu Hoán Hâm • Tề Ngọc • Thứ Lạc (người Tạng) • Quan Chí Âu (người Mãn) • Giang Kim Quyền • An Hiểu Vũ • Hứa Bằng (người Mãn) • Hứa Cam Lộ • Tôn Ninh • Tôn Thư Hiền • Tôn Nghiệp Lễ • Tôn Kim Long • Tôn Thừa Bân • Tôn Tường Hoa (người Mông Cổ) • Tôn Tân Dương • Âm Hòa Tuấn • Kỷ Tranh • Đỗ Chiêm Nguyên • Lý Ngật • Lý Lợi • Lý Trung • Lý Manh • Lý Quần • Lý Quần • Lý Nghị • Lý Tiểu Bằng • Lý Văn Chương • Lý Thư Lỗi • Lý Triệu Tông • Lý Quốc Anh • Lý Minh Tường • Lý Hiểu Hồng • Lý Tĩnh Hải • Dương Tiểu Vĩ • Dương Chính Vĩ • Dương Vũ Đống • Dương Chấn Vũ • Dương Hiểu Siêu • Tiêu Tiệp • Tiêu Bồi • Ngô Khổng Minh • Ngô Hán Thánh • Ngô Hoành Diệu • Dư Ba • Trâu Hiểu Đông • Mẫn Nghi Nhân • Thẩm Xuân Diệu • Hoài Tiến Bằng • Tống Công Đức • Tống Chí Dũng • Tống Tu Đức • Trương Bình • Trương Tiểu Hoành • Trương Nghĩa Toàn • Trương Văn Hiển • Trương Ngọc Trác • Trương Hội Bình • Trương Khắc Kiệm • Trương Hoành Sâm • Trương Trung Quân • Trương Kiến Dân • Trương Kiến Xuân • Trương Xuân Sinh • Trương Cảnh Hổ • Lục Hạo • Lục Đông Phúc • Lục Quốc Cường • Trần Cương • Trần Châu • Trần Nhất Tân • Trần Tiểu Giang • Trần Nguyên Phong • Trần Văn Thanh • Trần Ngọc Minh • Cẩu Trọng Văn • Lâm Tùng Thiêm • Hàng Nguyên Tường • La Chiếu Huy • Kim Tráng Long • Chu Vệ • Chu Trường Khuê • Chu Hồng Hứa • Chu Tổ Dực • Trịnh Khánh Đông • Trịnh Tuệ Đào • Khuất Kế Phong • Mạnh Dương • Mạnh Tường Phong • Mạnh Thự Sơ • Triệu Trùng Cửu • Triệu Thần Hân • Triệu Xương Hoa • Triệu Viêm Bình • Hồ Vĩ Vũ • Hồ Hòa Bình • Hồ Tĩnh Lâm • Hồ Hành Lư • Hầu Khải • Hầu Kiến Quốc • Du Kiến Hoa • Du Gia Đống • Khương Vạn Vinh • Khương Tín Trị • Diêu Lai Anh • Diêu Chi Trọng • Hạ Quân Khoa • Tần Cương • Tần Canh • Nhiếp Phúc Như • Giả Dục Lâm • Hạ Vĩ Đông • Sài Phương Quốc • Nghê Hồng • Từ Lân • Từ Lệnh Nghĩa • Từ Nhạc Giang • Từ Thành Quang • Lăng Kích • Cao Vũ • Cao Tường • Cao Liên Ba • Quách Bằng • Quách Văn Kỳ • Quách Hải Hoa (người Hồi) • Đường Nhất Quân • Đường Nhân Kiện • Đường Phương Dụ • Đường Thừa Phái • Đường Đăng Kiệt • Hoàng Minh • Hoàng Nhất Binh • Hoàng Ngọc Trị • Hoàng Thủ Hoành • Hoàng Chí Kiên • Thôi Bằng • Thôi Mậu Hổ • Thỏa Chấn • Khang Nghĩa • Khang Huy • Chương Kha • Bành Kim Huy (người Lô Lô) • Bành Thụ Kiệt • Đổng Kinh Vĩ • Tưởng Húc Quang • Hàn Văn Tú • Hàn Thế Minh • Hàn Lập Bình • Hàn Kiến Hoa (người Salar) • Phó Hoa • Phó Khuê • Đồng Kiến Minh • Tằng Nhất Xuân • Tằng Ích Tân • Tạ Xuân Đào • Bồ Vũ Phi • Chân Chiêm Dân • Thận Hải Hùng • Thái Kiếm Giang • Bùi Kim Giai • Liêu Dân • Đàm Thiên Tinh • Địch Thanh • Phan Nhạc • Mục Hồng • Ngụy Sơn Trung | Đinh Nguyệt Nha (người Hồi) • Vương Đông Mai • Vương Tú Kiệt • Vương Hiểu Bình • Cổ Vũ (người Thổ Gia) • Tả Lực • Lư Hi • Thân Triển Lợi • Bạch Vũ (người Mãn) • Phó Xảo Muội • Phùng Diên • Phùng Nguy • Chu Mẫn • Hoa Xuân Oánh • Lưu Đông Phương • Lưu Đông Mai • Tề Hân (người Hồi) • Tôn Quyên • Lý Oánh (người Tạng) • Lý Tiểu Tân • Lý Hiểu Minh (người Tạng) • Lý Đình Đình • Dương Diễm Thu • Dư Diễm Hồng • Trâu Gia Di • Uông Hồng Nhạn • Thẩm Ngọc Quân (người Hồi) • Thẩm Hồng Văn • Dương Dật Tranh • Thẩm Bội Lỵ • Trương Kỳ • Trương Phương Hoa • Trương Hiểu Lan • Lâm Mộng • Trần Húc • Lâm Tân • Quốc Vĩ (người Mãn) • Chu Tiểu Oánh • Khuất Kiện • Triệu Thông • Hồ Lan • Hồ Quả • Đoạn Vanh • Thiết Ngưng • Từ Mộng Đào • Hạ Vinh • Hoàng Hiểu Vi • Tào Thục Mẫn • Lương Huệ Linh • Đổng Xuân (người Lô Lô) • Dụ Hồng Thu • Phó Ngọc Tuệ • Bảo Lâm Lâm (người Mông Cổ) • Chử Tùng Yến • Phan Linh Linh • Phan Nghị Cầm (người Hồi) • Mục Hồng Ngọc • Ngụy Lệ Lệ |

### Lực lượng vũ trang
Ngày 15 tháng 8 năm 2022, 25 đơn vị bầu cử của Quân Giải phóng Nhân dân Trung Quốc và Lực lượng Cảnh sát Vũ trang Nhân dân Trung Quốc lần lượt tổ chức Đại hội Đảng bộ, hội nghị toàn thể và bầu 304 đại biểu dự Đại 20. Trong đó, có 28 nữ đại biểu là quân nhân, chiếm 9,21%; 20 đại biểu là người dân tộc thiểu số, chiếm 6,60%. Có ba đại biểu là lãnh đạo cấp phó quốc gia đương nhiệm là Thượng tướng, Phó Chủ tịch Quân ủy Trung ương Hứa Kỳ Lượng, Thượng tướng, Phó Chủ tịch Quân ủy Trung ương Trương Hựu Hiệp, và Thượng tướng, Ủy viên Quốc vụ, Bộ trưởng Quốc phòng Ngụy Phượng Hòa. Có 1 đại biểu trong danh sách thắng cử nhưng không có tên trong danh sách cuối cùng là Trung tướng Thượng Hoành.
| Nam | Nữ |
| --- | --- |
| Đinh Minh • Đinh Hưng Nông • Đinh Vinh Hạo • Vạn Vĩ • Mã Học Đế • Mã Triết Văn • Vương Khải • Vương Chinh • Vương Hằng • Vương Dũng • Vương Hỉ (người Lô Lô) • Vương Cường • Vương Bằng • Vương Tiểu Bình • Vương Thiên Lâm • Vương Nhân Hoa • Vương Văn Toàn • Vương Thế Kiệt • Vương Đông Hải • Vương Lập Nham • Vương Thành Nam • Vương Hướng Long • Vương Hồng Lý • Vương Chí Giáo • Vương Tú Bân • Vương Bảo Hồng • Vương Kiến Vũ • Vương Kiến Huân • Vương Xuân Ninh • Vương Ái Quốc • Vương Ái Quốc • Vương Hải Húc • Vương Bồi Kiệt • Vương Tân Thành • Vương Đức Quân • Vương Đức Chính • Vi Xương Tiến • Trát Ba (người Tạng) • Cự Càn Sinh • Phương Minh • Phương Kiến Quốc • Doãn Tường • Doãn Cường • Khổng Quân • Đặng An Trọng • Ngải Viên Lâm • Tả Diễm Dân • Bố Cáp (người Lô Lô) • Thân Văn • Điền Nghĩa Tường • Điền Vĩnh Đào • Điền Hiểu Úy • Quảng Minh • Gia Ương Âu Châu (người Tạng) • Tất Trường Hồng • Lữ Thiệu Tuấn • Chu Văn Tường • Chu Quốc Tiêu • Chu Hiểu Tùng • Hướng Song Thành • Hướng Dược Đông (người Thổ Gia) • Lưu Huấn Ngôn • Lưu Phát Khánh • Lưu Thành Lập • Lưu Hồng Trạm • Lưu Thanh Tùng • Lưu Kim Long • Lưu Chấn Lập • Lưu Duy Vân • Lưu Lỗ Vận • Thang Hạo • Kỳ Phát Bảo • Hứa Kì Lượng • Hứa Học Cường • Tôn Minh • Tôn Bân • Tôn Hướng Đông • Tôn Kim Long • Nghiêm Phong • Lý Văn • Lý Vĩ • Lý Sấm • Lý Quân • Lý Quân • Lý Quân • Lý Dương • Lý Chiêu • Lý Duy • Lý Bân • Lý Nguyên Lương • Lý Trung Lâm • Lý Phượng Bưu • Lý Ngọc Siêu • Lý Vĩnh Thắng • Lý Hưng Khôn (người Thổ Gia) • Lý Tác Thành • Lý Tống Đức • Lý Thượng Phúc • Lý Minh Quốc • Lý Thắng Lợi • Lý Kiều Minh • Lý Hải Đào • Lý Phúc Đống • Lý Bích Thắng • Dương Nghị • Dương Tiểu Khang • Dương Hữu Bân • Dương Ngọc Bình • Dương Vĩnh Phi • Dương Chí Lượng • Dương Trạch Nam • Dương Học Quân • Dương Phú Tường • Dương Đức Long • Tiêu Tuấn • Ngô Á Nam • Ngô Hoành Chí • Khâu Lân Huy • Hà Bình • Hà Tùng • Hà Ngọc Bân • Hà Chính Hải • Hà Hoành Quân • Hà Hiền Đạt • Dư Sấm • Trâu Quốc Hiền • Lãnh Thiếu Kiệt • Lãnh Tuyết Băng • Uông Dục • Uông Hải Giang • Sa Tử Hạp (người Lô Lô) • Thẩm Phương Ngô • Thẩm Thọ Lâm • Tống Dũng • Tống Xuân Lịch • Tống Hiểu Đông • Trương Diệp • Trương Phàm • Trương Lâm • Trương Hiểu • Trương Tiễn • Trương Hựu Hiệp • Trương Vạn Năng • Trương Thăng Dân • Trương Phượng Trung • Trương Ngọc Đường • Trương Hồng Hưng • Trương Hồng Binh • Trương Thọ Hải • Trương Kiến Khanh • Trương Hồng Phong • Trương Dũng Dân • Trương Hiểu Bằng (người Mông Cổ) • Trương Kế Xuân • Trương Tương Quân • Trương Thự Quang • Lục Mẫn • Trần Cương • Trần Quân • Trần Hoành • Trần Khôn • Trần Tiền • Trần Lưu • Trần Tiểu Tiền • Trần Quảng Huy • Trần Thế Hải • Trần Hoành Mẫn • Trần Quốc Cường • Trần Kiến Hoạt • Trần Kiếm Phi • Miêu Hoa • Phạm Hỉ Toàn • Lâm Bách • Lâm Hướng Dương • Thượng Hoành • Quý Tân Sinh • Nhạc Lôi • Kim Trường Lượng (người Mãn) • Chu Hữu Á • Chu Xương Đình • Chu Kiến Tân • Trịnh Hòa • Trịnh Bân • Trịnh Tuyền • Trịnh Vĩnh Hoàng • Trịnh Kỷ Văn • Trịnh Yển Pha • Mạnh Thịnh Quốc (người Dao) • Phong Vũ Hằng • Triệu Lôi • Triệu Nguyệt Phong • Triệu Xuân Vân • Triệu Chiến Thắng • Triệu Hiểu Triết • Hách Vệ Trung • Hồ Cảnh • Hồ Trung Minh • Hồ Trung Cường • Hồ Tồn Cương • Hồ Du Hải • Liễu Lâm • Chung Vệ Quốc • Chung Thiệu Quân • Đoạn Ứng Dân • Hầu Quốc Lĩnh • Hầu Trung Hoa • Du Khánh Giang • Thi Tương Dương • Khương Bình • Khương Bình (người Thổ Gia) • Khương Diên Quân • Khương Quốc Bình • Khương Quốc Doanh • Hạ Chính Nghĩa • Tần Thụ Đồng • Viên Phong (người Khương) • Viên Hoa Trí • Viên Hồng Cương • Cảnh Đức Văn • Nhiếp Linh Kiệt • Giả Kiến Thành • Hạ Thanh Nguyệt • Từ Nguyên Hồng • Từ Vân Phi • Từ Tây Thịnh • Từ Lương Tài • Từ Trung Ba • Từ Bảo Long • Từ Khởi Linh • Từ Đức Thanh • Ông Xuân Phương (người Lô Lô) • Lăng Hoán Tân • Cao Đại Quang • Cao Quế Thanh • Quách Sang Lập • Quách Hồng Trang • Quách Phổ Giáo • Đường Dũng • Đường Bảo Đông • Lãng Kiệt (người Tạng) • Hoàng Minh • Hoàng Dân Cường • Hoàng Húc Thông • Tào Thanh Phong • Tào Hải Khánh • Thường Đinh Cầu • Lương Bình • Bành Chấn Hải • Đổng Quân • Đổng Tất Quảng • Hàn Băng • Hàn Lập Cường • Hàn Quốc Hà • Hàn Thắng Diên • Hàn Hiến Phong • Cảnh Kiến Phong • Trình Kiên • Phó Ái Quốc • Phó Diệu Tuyền • Lỗ Thắng Hoa • Cận Húc Phổ • Lôi Bằng • Lộ Hồng Vệ • Bảo Vĩ • Bảo Trạch Mẫn • Chử Hoành Bân • Mộ Nguy • Thái Lập Sơn • Thái Gia Mưu • Quản Khải Vũ • Mâu Văn Giang • Lê Tương • Nhan Hiểu Đông • Đái Minh Minh • Ngụy Phượng Hòa • Ngụy Hải Bằng | Vạn Chi Lợi • Mã Hòa Mạt Lệ (người Kazakh) • Vương Á Bình • Bạch Toa • Đạt Oa Trác Dát (người Tạng) • Lưu Văn Quân • Lưu Dĩ Tiên (người Động) • An Vĩ • Nghiêm Linh • Hà Nguyên Trí • Trương Hiểu Trần Tĩnh • Kỳ Mạn Cổ Lực Ngải Ni Ngõa Nhĩ (người Duy Ngô Nhĩ) • Lâm Lỵ Quân La Tĩnh (người Cờ Lao) • Chu Hoành Triều • Trịnh Hàm • Hách Lập Quân • Du Hồng • Nhiệt Mễ Na · Mục Tháp Lý Phủ (người Duy Ngô Nhĩ) • Cao Phổ Vũ • Quách Linh • Quách Tuệ Phong • Đường Băng • Đường Lệ Na • Đường Mạn Mạn • Cát Tinh Tinh • Liêu Hoa Thanh |

### Cơ quan khác
Các khu vực khác gồm đơn vị xí nghiệp Trung ương từ các doanh nghiệp nhà nước, tài chính Trung ương, Ủy ban Công tác Hồng Kông, Ủy ban Công tác Ma Cao của Trung ương và đại biểu quê quán từ Đài Loan, gọi tắt là Cảng Áo Đài. Đơn vị xí nghiệp Trung ương hoàn tất bầu cử ngày 30 tháng 6, có 44 đại biểu; đơn vị tài chính Trung ương hoàn tất bầu cử ngày 10 tháng 7 năm 51 đại biểu; đơn vị Cảng Áo Đài không công bố ngày bầu cử, có 21 đại biểu. Tổng cộng ba đơn vị có 115 đại biểu, với 21 nữ đại biểu, chiếm 18,26%; 9 đại biểu người dân tộc thiểu số, chiếm 7,83%. Có 1 đại biểu là lãnh đạo cấp phó quốc gia đương nhiệm là Phó Chủ tịch Chính Hiệp Dương Truyền Đường.
| Đơn vị               | Nam | Nữ | I      |
| -------------------- | --- | --- | ------ |
| Xí nghiệp Trung ương | Mã Hưng Tân • Vương Phượng Vũ • Vương Đồng Trụ • Vương Thụ Đông • Vương Tường Hỉ • Văn Binh • Đặng Diệc Vũ • Phó Cương Phong • Lữ Quân • Chu Bích Tân • Lưu Thạch Tuyền • Lưu Liệt Hoành • Lưu Kính Trinh • Tôn Vĩnh Tài • Lý Thiệu Kiệt (người Mãn) • Dương Vĩ • Dương Truyền Đường • Ngô Hiểu Căn • Ngô Yến Sinh • Dư Kiếm Phong • Tân Bảo An • Uông Đông Tiến • Tống Vận Sinh • Trương Vĩ • Trương Khắc • Trương Vệ Ninh • Trương Đông Thần • Trương Hiểu Luân • Trần Vân • Trần Siêu Anh • Chu Dục Tiên • Trịnh Học Tuyển • Hách Bằng • Kha Thụy Văn • Cáo Thì Vượng • Khương Chí Quang • Diêu Lâm • Viên Khiết • Tiền Trí Dân • Ông Tổ Lượng • Tào Kiến Quốc • Tào Quốc Huy • Ôn Cương • Đái Hậu Lương | Vương Cẩn Mẫn • Thành Nghĩa Quyên • Lưu Vĩnh Thanh • Diêm Hoan Hoan • Trương Tuyết Mai • Kha Hiểu Tân • Từ Kiên | [ 10 ] |
| Tài chính Trung ương | Vương Tư Đông • Văn Trị Thành • Long Vân (người Miêu) • Điền Quốc Lập • Nhiễm Hoa (người Thổ Gia) • Bạch Đào • Ninh Hiệu Vân • Chu Hạc Tân • Nhậm Đức Kỳ • Lưu Liên Khả • Lưu Huệ Xuân • Tôn Siêu • Lý Hân Nhiên (người Mãn) • Bộ Đồng Lương • Ngô Lợi Quân • Ngô Phú Lâm • Hà Lập Phong • Cốc Chú • Tống Thự Quang • Trương Thanh Tùng • Trương Kim Lương • Trần Tứ Thanh • Trần Vũ Lộ • Trần Tử Lương • Dịch Cương • Dịch Hội Mãn • La Hi • Triệu Hoan • Tiền Văn Huy • Cao Nghênh Hân • Quách Thụ Thanh • Bành Thuần • Liêu Lâm • Phan Công Thắng • La Đan (người Tạng) | Tùng Lâm • Phùng Linh Chi • Tự Lai Hãn · Ngải Mạch Nhĩ Giang (người Duy Ngô Nhĩ) • Tô Minh Quyên • Lý Bằng • Dương Thúy Diễm • Bái Hợp Đề Nỗ Nhĩ · Đạt Mễ Lạp (người Duy Ngô Nhĩ) • Cố Tiếu Hà • Đức Thanh (người Tạng) | [ 12 ] |
| Cảng Áo Đài          | Triệu Tử Ngọc • Vương Tùng Miêu • Vương Tường Minh • Văn Hoành Vũ • Tôn Dục • Trần Đông • Trần Dần • La Vĩnh Cương • Trịnh Nhạn Hùng • Lạc Huệ Ninh • Mâu Kiến Dân • Tống Lập Hồng • Trương Vinh Thuận • Trịnh Tân Thông • Phó Kiến Quốc | Lưu Cẩn • Lưu Tố Phân • Trần Tư • Lư Tân Ninh | [ 16 ] |

## Địa phương

### Trực hạt thị
Đơn vị trực hạt thị gồm Bắc Kinh, Thượng Hải, Thiên Tân và Trùng Khánh. Trùng Khánh hoàn tất bầu cử ngày 31 tháng 5 với 43 đại biểu; Thiên Tân ngày 20 tháng 6 với 46 đại biểu; Bắc Kinh ngày 30 tháng 6 với 62 đại biểu; và Thượng Hải ngày 26 tháng 7 với 73 đại biểu. Tổng cộng có 224 đại biểu từ các trực hạt thị, có 88 nữ đại biểu, chiếm 39,29%, tỷ lệ nữ đại biểu cao nhất cả nước; có 14 đại biểu người dân tộc thiểu số, chiếm 6,25%. Có 5 lãnh đạo cấp phó quốc gia đương nhiệm là đại biểu gồm Ủy viên Bộ Chính trị, Bí thư Thành ủy Bắc Kinh Thái Kỳ, Ủy viên Bộ Chính trị, Bí thư Thành ủy Thượng Hải Lý Cường, Ủy viên Bộ Chính trị, Bí thư Thành ủy Thiên Tân Lý Hồng Trung, Ủy viên Bộ Chính trị, Bí thư Thành ủy Trùng Khánh Trần Mẫn Nhĩ, và Kiểm sát trưởng Viện Kiểm sát Nhân dân Tối cao Trương Quân.
| Thị         | Nam | Nữ | I      |
| ----------- | --- | --- | ------ |
| Bắc Kinh    | Vu Ba (người Mãn) • Vương Hữu Quốc • Vương Hân Vĩ • Vương Chấn Cường • Cam Tĩnh Trung • Lưu Bảo Hiến • Hứa Cường • Tôn Tân Quân • Lý Trường Lợi • Dương Tấn Bách • Khâu Dũng • Dư Vệ Quốc • Tân Hữu Thanh • Tống Học Văn • Trần Kiện • Trần Cát Ninh • Trần Viêm Thuận • Mạnh Côn Ngọc • Triệu Lỗi • Khương Đức Nghĩa • Mạc Cao Nghĩa • Hạ Lâm Mậu • Tiền Quân • Ân Dũng • Cao Bằng • Đường Hải Long • Cung Kỳ Hoàng • Thường Vệ • Bành Hưng Lợi (người Mãn) • Tằng Hiểu Bồng • Du Quân • Cận Vĩ • Thái Kỳ • Thái Thụy • Ngụy Tiểu Đông | Đinh Ninh • Vương Hồng Linh • Phương Thu Tử • Tùng Tuệ Mẫn • Tôn Quân Dân • Tôn Mai Quân • Lô Vịnh Lỵ • Tô Đông Lâm • Lý Manh • Lý Mỹ Hồng • Lý Ngân Hoàn • Dương Tú Linh • Mẫn Hải Vân • Tống Ngư Thủy • Trương Nhã Quân • Thanh Cách Lặc Cát Nhật Cách Nhạc • Dịch Ngạn • Kim Huy • Giả Lỵ • Giả Hiểu Hoành • Tiền Tố Vân • Quách Diên Hồng • Thường Hồng Hà • Hàn Thanh • Trình Tĩnh • Mông Mạn (người Mãn) • Thái Phượng Huy | [ 20 ] |
| Thượng Hải  | Vu Dũng • Vạn Mẫn • Lư Hồng Tảo • Bạch Đình Huy (người Hồi) • Bạch Trung Tuyền • Chu Chi Tùng • Lưu Kiện • Lưu Học Tân • Lý Chính • Lý Cường • Lý Vĩnh Minh • Lý Nho Tân • Dương Tuất Lôi • Dương Chấn Bân • Ngô Thanh • Trâu Phong Hằng • Thẩm Vĩ (người Hồi) • Trương Quân • Trương Hoành Tuấn • Lục Phương Chu • Trần Kiệt • Trần Kiệt • Trần Vũ Kiếm • Trần Kim Sơn • Cảo Vân • Chu Tuệ Lâm • Trịnh Cương Miểu • Triệu Gia Minh • Hồ Văn Dung • Khương Đông Đông • Từ Kiến • Cao Dung Côn • Chư Cát Vũ Kiệt • Tào Lập Cường • Cung Chính • Chương Hùng • Lương Húc • Đổng Vân Hổ • Tưởng Trác Khánh • Trình Hướng Dân • Thư Khánh (người Mãn) • Tạ Kiên Cương • Lôi Phàm Bồi • Mâu Kinh | Mã Liệt Kiên • Vương Lam • Thành Tuệ • Chu Lan • Kiều Bội Hoa • Lưu Sĩ Anh • Dương Vũ • Ngô Na • Ngô Dung Cẩn • Khâu Lỵ Na • Hà Tiểu Linh • Thẩm Quân • Trì Nam • Trương Quân Bình • Lục Dĩnh Thanh • Trần Linh Linh • Úc Phi • Tra Quỳnh Phương • Chung Thiên Sử • Thi Tịnh Lam • Khương Lệ Bình • Chúc Ngọc Đình • Viên Đình Đình • Cố Dung • Tiền Hồng Hạo • Từ Phong • Cao Dục • Quách Phương • Hoàng Hồng                   | [ 21 ] |
| Thiên Tân   | Vương Đình Khải • Phùng Vệ Hoa • Lưu Xuân Lôi • Lưu Quế Bình • Lý Thanh • Lý Học Nghĩa • Lý Hồng Trung • Dương Binh • Dương Hoành • Liên Mậu Quân • Trương Công • Trương Bá Lễ • Trương Lê Minh • Trần Phúc Khoan • Phạm Thiếu Quân • Kim Đông Hàn • Kim Tương Quân • Chu Đức Duệ • Phòng Phượng Hữu • Mạnh Tường Phi • Triệu Cách • Đoạn Xuân Hoa • Hạ Diệc Nông • Từ Văn Hoa • Ân Hướng Kiệt • Thịnh Mậu Lâm • Chử Bân • Ký Quốc Cường • Đái Vĩnh Khang | Mã San San • Vưu Lập Hồng • Lưu Huệ • Lưu Đình • Lưu Mỹ Kiều • Mã Nhật Da Mỗ Cổ Lệ · Ngô Bố Lực Khách Tư Mộc (người Duy Ngô Nhĩ) • Lý Doanh Oánh • Dương Nhữ Thiến • Dương Thu Tĩnh • Thì Hiểu Vĩ (người Mãn) • Trương Dĩnh • Lý Thanh • Lý Côn • Lâm Tắc Ngân (người Bố Y) • Kim Tuệ Quỳnh (người Triều Tiên) • Chử Tân Hồng • Ngụy Kế Hồng                                                                                     | [ 19 ] |
| Trùng Khánh | Vương Xuân Toàn • Tả Vĩnh Tường • Hướng Nghiệp Thuận (người Miêu) • Lưu Nguyên • Lưu Tiểu Cường • Lưu Quý Trung • Lý Minh Thanh • Lý Xuân Khuê • Dương Ý • Hà Văn Trung (người Miêu) • Lục Khắc Hoa • Trần Minh Ba • Trần Mẫn Nhĩ • La Lận • Chu Hùng • Triệu Thế Khánh • Hồ Hành Hoa • Khương Huy • Viên Cần Hoa • Đường Tiểu Bình • Hoàng Minh Hội • Thường Bân • Thương Khuê • Túc Côn • Đàm Xương Đức • Thư Lập Xuân • Thái Doãn Cách • Đái Khoa | Đinh Trung Bình • Vạn Tương Lan • Vương Á Phân • Văn Quyên • Lư Hồng • Dương Lãng Lãng • Dư Tiểu Bình • Tống Y Giai • Trương Ánh • Chu Đông Cần • Hoàng Đào Thúy (người Thổ Gia) • Mai Mân • Tạ Lan • Liêu Tài Lỵ • Trần Hủy Lệ | [ 17 ] |

### Tỉnh
Có 23 đơn vị bầu cử từ 22 tỉnh chính thức và 1 đơn vị đặc biệt là Đài Loan, bầu các Đảng viên nguyên quán Đài Loan, tổng cộng ban đầu có 1.172 đại biểu, gạch tên 2 đại biểu, 1 đại biểu qua đời, còn 1.169 đại biểu ở danh sách cuối cùng. Trong đó, có 359 nữ đại biểu, chiếm 30,71%; 119 đại biểu người dân tộc thiểu số, chiếm 10,18%. Có 3 đại biểu là lãnh đạo cấp quốc gia đương nhiệm gồm Tổng lý Quốc vụ viện Lý Khắc Cường từ Cam Túc, Ủy viên trưởng Nhân Đại Lật Chiến Thư từ Tứ Xuyên, Bí thư thứ Nhất Ban Bí thư Vương Hỗ Ninh từ Quý Châu, Phó Tổng lý thứ Nhất Hàn Chính từ Hải Nam. Có 25 lãnh đạo cấp phó quốc gia là đại biểu gồm các Ủy viên Bộ Chính trị Trần Toàn Quốc,  Dương Khiết Trì, Bộ trưởng Bộ Tuyên truyền Hoàng Khôn Minh, Phó Tổng lý Hồ Xuân Hoa, Lưu Hạc, Tôn Xuân Lan, Phó Ủy viên trưởng Nhân Đại thứ Nhất Vương Thần, Bí thư Tỉnh ủy Quảng Đông Lý Hi, Bộ trưởng Bộ Thống Chiến Vưu Quyền, Bí thư Ủy ban Chính Pháp Quách Thanh Côn; các Phó Ủy viên trưởng Trương Xuân Hiền, Cát Bỉnh Hiên, Tào Kiến Minh, Vương Đông Minh, Thẩm Dược Dược; các Phó Chủ tịch Chính Hiệp Lưu Kỳ Bảo, Lý Bân, Vương Chính Vĩ, Lư Triển Công, Uông Vĩnh Thanh, Hạ Bảo Long, Trương Khánh Lê; Ủy viên Quốc vụ Triệu Khắc Chí, Vương Dũng; Viện trưởng Pháp viện Nhân dân Tối cao Chu Cường; và Phó Chủ tịch nước Vương Kỳ Sơn.
| Tỉnh                | Nam | Nữ | I      |
| ------------------- | --- | --- | ------ |
| An Huy (57)         | Đinh Thuần • Vương Thanh Hiến • Ngưu Phương Quát • Mao Thắng Lợi • Phương Chính • Khổng Hiểu Hoành • Diệp Lộ Trung • Chu Bân • Nhậm Trạch Phong • Lưu Hải Tuyền • Hứa Kế Vĩ • Tôn Chính Đông • Tô Bảo Tín • Đỗ Diên An • Lý Tất Phương • Lý Hoành Tháp • Dương Quân • Dương An Quốc • Uông Nhất Quang • Trương Văn Bác • Trương Đông Vân • Trương Tây Minh • Trương Hồng Văn • Trương Nhạc Phong • Trương Tường An • Trương Vận Thanh • Trần Toàn Quốc • Chu Lôi • Chu Quần Chi • Trịnh Sách Khiết • Đan Hướng Tiền • Quách Cường • Đường Lương Trí • Hoàng Hiểu Vũ • Đàm Vệ Quốc (người Tráng) • Thư Ca Quần • Ngu Ái Hoa • Lộ Bính Huy • Thái Kính Dân • Liêu Chí Bân • Phan Đạo Vĩ | Đinh Hướng Quần • Đinh Hải Yến • Long Thủ Cúc (người Động) • Lưu Hiểu Ny • Lưu Uyển Xuân • Tôn Tiểu Dĩnh (người Mãn) • Dư Tĩnh • Trần Thanh • Mạnh Tô Bình • Hồ Bồi Bồi • Viên Viện • Hạ Hiểu Đan • Lăng Vân • Trình Lệ Hoa • Đàm Diễm Phương • Phan Vĩ Hoa | [ 45 ] |
| Cam Túc (40)        | Mã Tiểu Khiết • Vương Phú • Vương Lập Kỳ • Vương Gia Nghị • Ngưu Văn Đấu • Doãn Hoằng • Thạch Mưu Quân (người Miêu) • Lư Tiểu Hanh • Diệp Quân • Chu Thiên Thư • Nhậm Chấn Hạc (người Thổ Gia) • Lý Khắc Cường • Lý Đắc Thiên • Dương Vũ (người Tạng) • Hà Giang Xuyên • Địch Uy • Trương Hiểu Bình • Trần Đắc Tín • Âu Dương Kiên (người Bạch) • Chu Vĩ • Vu Nhược Phi • Triệu Thanh Lương • Liễu Bằng • Khang Quân • Trình Hiểu Ba • Tạ Xương Thịnh • Phan Tòng Minh • Đái Siêu | Mã Tú Lan (người Hồi) • Trang Lệ Quyên • Lưu Lan Y • Trương Vĩnh Hà • Nhạc Thải Hà • Thoát Á Lỵ • Khang Lệ • Khang Kỳ • Khang Trung Phương • Lục Diễm • Lỗ Mao Tài Nhượng (người Tạng) • Quản Đông Hồng | [ 47 ] |
| Cát Lâm (37)        | Vương Ái Minh • Lưu Vĩ • Lý Vĩ • Lý Minh Vĩ • Tống Đức Vũ • Trương Trung • Trương Chí Quân • Trương Xuân Hiền • Trương Ân Huệ • Vũ Đại Tĩnh • Hồ Gia Phúc • Khương Trị Oánh • Hồng Khánh (người Triêu Tiên) • Hạ Chí Lượng • Sài Vĩ • Từ Lưu Bình • Cao Chí Quốc • Quách Linh Kế • Tào Hòa Bình • Hàn Tuấn • Cảnh Tuấn Hải • Tạ Trung Nham • Thái Đông • Ngụy Quảng Quân | Vu Cát Hồng • Vu Nghiễn Hoa (người Mãn) • Phương Hồng (người Mãn) • Lý Diễm • Lý Hiểu Kiệt • Ngô Á Cầm • Cốc Phượng Kiệt • Trương Á Phạm • Kim Văn Linh (người Triều Tiên) • Tần Dĩnh • Giả Xuân Hạ • Cao Quế Anh • Hàn Lệ | [ 48 ] |
| Chiết Giang (51)    | Vương Thành • Vương Cương • Vương Kiện • Vương Hạo • Mao Kiếm Hoành • Cát Bỉnh Hiên • Chu Thế Cường • Chu Trọng Liệt • Nhậm Thiếu Ba • Lưu Tiệp • Lưu Tiểu Đào • Giang Hải Dương • Hứa La Đức • Lý Dược Kỳ • Dương Vệ Đông • Ngô Liên Phong • Hà Trung Vĩ • Uông Thuận • Trương Binh • Trương Nghiêm Tuấn • Trần Hạo • Trần Văn Hưng • Trần Tông Niên • Mạnh Cương • Hồ Hải Phong • Viên Gia Quân • Sài Tùng Nhạc • Từ Văn Quang • Lăng Chí Phong • Cao Ngật • Hoàng Kiến Phát • Thịnh Duyệt Xuân • Bành Giai Học • Phó Bình Quân | Vương Bút Tiên • Vương Quần Anh • Xa Phi Phi • Sử Mạnh Diễm • Nguyễn Linh Phỉ • Dương Hà Vân • Trương Tái Phân • Chu Quốc Hoa • Triệu Hồng Hà • Chung Hoa Yến (người Xa) • Khương Lệ Quyên • Lạc Diệp Thanh • Từ Xuyên Tử • Cao Á Cầm • Chương Xuân Yến • Lương Hiểu Lệ • Lôi Hiểu Hoa (người Xa) | [ 49 ] |
| Giang Tây (43)      | Vu Tú Minh • Mã Sâm Thuật • Vương Thiếu Huyền • Diệp Kiến Xuân • Sử Văn Bân • Nhậm Châu Phong • Trang Triệu Lâm • Lưu Phong • Lưu Văn Hoa • Hứa Nam Cát • Lý Thủy Thanh • Lý Hồng Quân • Lý Quốc Hoa • Lý Thắng Lợi • Ngô Hạo • Trần Vân • Trần Mẫn • Lâm Cường • Dịch Luyện Hồng • Trịnh Cao Thanh • Diêu Thạch Ngọc • Diêu Tăng Khoa • Hạ Văn Dũng • Đường Quốc Huy (người Dao) • Đồ Ái Bằng • Hoàng Khôn Minh • Hoàng Lộ Sinh • Khang Khoan Quân • Lương Quế • Tưởng Bân • Phó Chính Hoa • Tạ Minh Dũng • Ngụy Hiểu Khuê | Văn Lan Anh • Thạch Ngọc Liên • Lý Quân • Lý Tiểu Anh • Lý Viện Viện (người Dao) • Dương Huy Lợi • Chu Hải Bình • Chu Thục Cầm • Triệu Tiểu Mai • Hoàng Tiểu Quyên | [ 50 ] |
| Giang Tô (71)       | Mã Vĩ • Mã Minh Long • Vương Hạo • Vương Huy • Vương Kỳ Sơn • Vương Kiến Minh • Vương Thường Tùng • Phương Vĩ • Đặng Kiến Quân • Đặng Tu Minh • Tả Duy • Chu Lập Phàm • Lưu Kỳ Bảo • Giang Dũng • Kỳ Tòng Phong • Hứa Phong • Hứa Côn Lâm • Tôn Hữu Tân • Đỗ Tiểu Cương • Lý Quốc Hoa • Lý Ngân Giang • Dương Đông Thăng • Ngô Chính Long • Thẩm Xuân Lôi • Thẩm Kiếm Vinh • Tống Nhạc Vĩ • Trương Khôn • Trương Dũng (người Hồi) • Trương Kiến Hoa • Trương Ái Quân • Trần Chi Thường • Trần Kim Hổ • Chu Vĩ • Chu Quảng Trí • Chu Hải Giang • Chu Duy Trung • Triệu Thế Dũng • Triệu Á Phu • Hồ Kim Ba • Chung Bách Quân • Phí Cao Vân • Hạ Bình • Từ Xuyên • Hoàng Cường • Tào Lộ Bảo • Cát Đạo Khải • Tưởng Phong • Phan Hiền Chưởng • Ngụy Quốc Cường | Mã Du Đình • Vương Dĩnh • Đặng Hồng • Quyền Thái Kỳ • Giang Hoa • Hứa An Kỳ • Tôn Kim Đễ • Tôn Hiểu Vân • Lý Mẫn • Lý Lan Nữ • Ngô Hồng Mai • Trương Nghĩa Trân • Trương Bảo Quyên • Úc Hà Thu • Chu Anh • Trịnh Tường • Đoạn Tuấn • Lạc Đình • Viên Thải Phượng • Từ Anh • Thôi Thánh Cúc • Hàn Lập Minh | [ 51 ] |
| Hà Bắc (64)         | Mã Tân Lợi (người Hồi) • Vương Hi (người Mãn) • Vương Chính Phổ • Vương Đông Phong • Vương Lập Đồng • Vương Tuấn Hồng • Vương Phổ Thanh • Doãn Kế Bình • Diệp Đông Tùng • Điền Kim Xương • Lữ Vận Cường • Chu Hạo Văn • Lưu Vĩnh Chí • Lưu Xương Lâm • Lưu Tuyết Tùng • Tề Danh • An Trường Minh (người Mãn) • Lý Hoài Tề • Dương Vĩnh Quân • Dương Yến Vĩ • Ngô Hiểu Hoa • Tống Văn Tân • Trương Chính • Trương Đào • Trương Quốc Hoa • Trương Duy Lượng • Trương Siêu Siêu • Trần Bình • Vũ Vệ Đông • Triệu Văn Phong • Triệu Tân Hải • Kha Tuấn • Viên Đồng Lợi • Cố Thụy Lợi • Sài Bảo Lương • Đảng Hiểu Long • Nghê Nhạc Phong • Quách Kiện • Đường Tiếu Vũ (người Mãn) • Tào Kiến Minh • Khang Ngạn Dân • Cát Hải Giao • Hàn Khải • Hàn Trừng Vũ • Liêm Nghị Mẫn | Đặng Tinh • Phó Tố Trân • Củng Lập Giảo • Lưu Văn Bình • Lưu Lập Hoa • Lưu Diễm Hồng • Tôn Thần Hoa • Lý Bân • Lý Hiểu Hoa (người Mãn) • Trương Mai • Trương Hiểu Tĩnh • Trần Tĩnh • Nhạc Lệ Hoa (người Mãn) • Chu Tuệ Hà • Trịnh Bách Cần • Cư Diễm Mai • Viên Nhã Đông • Hạ Diên Quân • Thích Hồng | [ 52 ] |
| Hà Nam (69)         | Vu Dương • Mã Phú Quốc • Vương Khải • Vương Chính Vĩ (người Hồi) • Vương Đông Vĩ • Vương Đông Minh • Vương Chiến Doanh • Lư Khắc Bình • Sử Bỉnh Nhuệ • Sử Căn Trị • Chu Thị Tây • Lưu Vĩ • Lưu Thành Chương • Lưu Thượng Tiến • Lưu Quốc Đống • Lưu Nam Xương • Lưu Quýnh Thiên • Giang Lăng • An Vĩ • Tôn Thủ Cương • Tô Trường Thanh • Lý Đào • Lý Vệ Đông • Lý Hội Đông • Lý Liên Thành • Lý Quốc Thắng • Lý Minh Tuấn • Dương Thanh Cửu • Uông An Nam • Tống Hổ Chấn • Trương Ngọc Cổn • Trương Kiến Tuệ • Trương Lôi Minh • Trương Tân Hữu • Lục Kiến Văn • Trần Thuấn • Chu Tễ • Mạnh Quân • Phí Đông Bân • Viên Gia Kiện • Từ Cường • Từ Quang Xuân • Cao Kiến Quân • Đào Lưu Hải • Hoàng Cửu Sinh • Khang Thiên Bình • Lương Binh • Lâu Dương Sinh • Bảo Thường Dũng • Thái Tùng Đào • Bùi Xuân Lượng | Mã Viên Viên (người Hồi) • Vương Lệ • Vương Hà • Vương Xuân Hà • Ngưu Văn Mai • Công Nghị • Bạch Mai • Khúc Hiếu Lệ • Trương Đình Liên • Trần Hướng Bình • Miêu Tĩnh Tĩnh • Úc Lâm Anh • Chu Vinh Phương • Trịnh Tiểu Yến • Mạnh Cẩn • Quách Ngọc Hà • Cát Xảo Hồng • Tiết Vinh | [ 53 ] |
| Hải Nam (26)        | Vương Thư Mậu • Phùng Phi • Phùng Trung Hoa • Lưu Trí • Lý Tuyết Phong • Dương Tân Tuyền • Uông Kiếm Ba • Thẩm Đan Dương • Thẩm Hiểu Minh • Trần Hi • Trần Quốc Mãnh • La Tăng Bân • Chu Hạo • Chu Hồng Ba • Lạc Thanh Minh • Viên Quang Bình • Từ Khải Phương • Phù Tuyên Triêu • Hàn Chính | Vương Cô • Doãn Lệ Ba • Lưu Trí Lực • Tân Hiểu Diễm • Hoàng Lệ Bình (người Lê) • Tưởng Lỵ Bình (người Miêu) • Tiết Diệp | [ 54 ] |
| Hắc Long Giang (50) | Vu Hồng Đào • Vương Cương • Vương Văn Lực • Vương Thủ Thông • Vương Chí Quân • Vương Thu Thực • Chu Quốc Văn (người Mông Cổ) • Lưu Bá Minh • Lưu Minh Trung • Hứa Cần • Lý Phượng Minh • Lý Thế Phong • Lý Hồng Quốc • Lý Tích Văn • Dương Bác • Dương Đình Song • Dương Đức Sâm • Ngô Tân Hồng • Trương Bân • Trương Nguy • Trương Á Trung • Trương An Thuận • Trương Bảo Vĩ • Trương Xuân Giang • Thiệu Quốc Cường • Thượng Vân Long • Hồ Xương Thăng • Hồ Xuân Hoa • Từ Hướng Quốc (người Mông Cổ) • Hoàng Kiến Thịnh • Tào Chí An • Tùy Hồng Ba • Hùng Tứ Hạo | Văn Trúc • Lư Diễm Hoa (người Nanai) • Lưu Lệ • Lý Oánh • Hà Hiểu Nghệ • Sa Quảng Hoa (người Hồi) • Thẩm Oánh • Trương Hoan (người Mãn) • Trương Hồng • Trần Ngọc Hương • Thai Tuệ • Miêu Tú • Hách Lệ Ảnh • Cao Tinh Siêu • Cao Hinh Ngọc • Đổng Bộc • Phiền Đông Mai | [ 55 ] |
| Hồ Bắc (63)         | Mã Húc Minh • Mã Kiến Hoa • Vương Lập • Vương Thần • Vương Trung Lâm • Vương Kỳ Dương • Vương Mông Huy • Phương Cần • Phùng Vĩ • Ninh Vịnh • Hướng Bân • Hứa Chính Trung • Tôn Vĩ • Tôn Binh • Lý Nguyên Nguyên • Lý Quốc Chương • Lý Vinh Xán • Lý Hải Ba • Tiêu Soái • Ngô Cẩm • Ngô Hải Đào • Trương Văn Binh • Trương Định Vũ • Trương Gia Thắng • Trần Tân Vũ • Dịch Tiên Vinh • La Liên Phong • Khích Anh Tài • Mạnh Tường Vĩ • Triệu Tuấn • Hồ Á Ba • Hồ Siêu Văn • Kha Xương Toàn • Cáo Cường • Hầu Tích Mân • Tiền Viễn Khôn • Ông Tân Cường • Quách Nguyên Cường • Cung Cửu Hoành • Diêm Mẫn • Đổng Vệ Dân • Lỗ Quốc Khánh • Lôi Minh Sơn • Đậu Hiền Khang | Vương Linh • Vương Sương • Cừu Tranh Diễm • Ngải Hiểu Tuệ • Ngưỡng Viện Viện • Hướng Huy (người Thổ Gia) • Lưu Lượng • Lưu Phát Anh (người Thổ Gia) • Tiêu Cúc Hoa • Trâu Thiến • Trương Lỵ • Lục Tiểu Hà • Phạm Hiểu Hà • Chu Di • Diêu Tiệp • Quế Tiểu Muội • Cố Quyên • Bảo Đan • Hùng Hội Bình | [ 56 ] |
| Hồ Nam (65)         | Mã Tiệp • Mã Thạch Quang • Vương Dũng • Vương Song Toàn • Vương Diệu Vân • Vương Hiểu Khoa • Mao Vĩ Minh • Mao Xuân Sơn • Đặng Vệ • Đặng Quần Sách • Ngải Ái Quốc • Lư Triển Công • Điền Vệ Quốc • Chu Quốc Hiền • Chu Hồng Vũ (người Lê) • Hướng Ân Minh (người Thổ Gia) • Trang Giá • Lưu Vi Đạt • Lưu Chí Nhân • Lưu Cách An • An Chí (người Thổ Gia) • Hứa Trung Kiến • Nghiêm Hoa • Lý Cương • Lý Chí Siêu • Dương Chính Ngọ (người Thổ Gia) • Dương Hạo Đông • Ngô Cự Bồi • Trâu Văn Huy • Thẩm Dụ Mưu • Trương Khánh Vĩ • La Nghị Quân • Bách Liên Dương • Thi Kim Thông (người Miêu) • Tần Quốc Văn • Hạ Trí Luân • Hoàng Tứ Bình • Tào Chí Cường • Tào Phổ Hoa • Tào Tuệ Tuyền • Thôi Cống • Tiêu Kế Cách • Tạ Vệ Giang • Tạ Tân Tinh • Hùng Nghê • Quắc Chính Quý • Ngụy Kiến Phong • Cù Hải (người Miêu) | Phó Linh • Chu Hà • Chu Kim Phượng • Lưu Văn Kiệt • Lý Giai Tần (người Động) • Dương Chí Tuệ (người Miêu) • Khâu Bảo Châu • Trương Trân • Trần Diễm • Dịch Nhiễm • Chu Vũ Khôn • Viên Hồng Mai • Quế Diễm Hoa • Từ Phù Dung • Hoàng Phương • Hoàng Khả Thắng • Đổng Mẫn Phương | [ 57 ] |
| Liêu Ninh (64)      | Đinh Nhân Úc • Vương Vĩnh Uy • Vương Bỉnh Sâm • Vương Duy Hoa (người Mãn) • Vương Tân Vĩ • Phùng Đông Hân • Phùng Hạ Đình • Lưu Truyện Ba • Lưu Kỳ Phàm • Lưu Tuệ Yến • Lý Siêu • Lý Cường • Lý Vân Long • Lý Nhạc Thành • Lý An Tài • Lý Trung Hoa • Lý Trung Hưng • Lý Ngạn Quân • Dương Quân Sinh • Dương Khiết Trì • Dư Công Bân • Uông Vĩnh Thanh • Tống Thành • Trương Văn Nhạc • Trương Lập Lâm (người Thổ Gia) • Trương Thành Trung • Trương Quốc Thanh • Thiệu Đào (người Mãn) • Kim Ngọc Kỳ • Chu Ba • Trịnh Văn Bân (người Xibe) • Hạng Xương Nhạc • Hồ Đào • Hồ Ngọc Đình • Khương Tiểu Lâm • Hồng Gia Quang • Cao Đại Thiên • Cận Quốc Vệ • Bùi Vĩ Đông • Đàm Thành Húc • Hùng Mậu Bình • Hoắc Bộ Cương | Vu Xuyên Nhã (người Mãn) • Mã Tuấn (người Mãn) • Lưu Na (người Mãn) • Lưu Hiểu Vân • Lưu Thục Hồng (người Mông Cổ) • Quan Anh Hoa (người Mãn) • Na Phức (người Mãn) • Tôn Na • Tôn Quốc Hoa • Tô Phượng Cầm • Lý Kiến Bình • Lai Hạc (người Mông Cổ) • Ngô Thư Hương (người Xibe) • Ngô Chấn Hoa • Trương Quế Hiền • Trương Thục Bình • Phạm Đan Vũ • Triệu Ngọc Thanh • Hồ Diễm • Hồ Lập Kiệt • Khương Nghiên (người Mãn) • Đường Tống | [ 58 ] |
| Phúc Kiến (41)      | Vương Vĩnh Lễ • Doãn Lực • Phó Triêu Dương • Lữ Gia Tiến • Hoa Cẩm Tiên • Lưu Hạc • Lưu Kiến Dương • Tôn Thế Cương • Lý Ngưỡng Triết • Lý Kiến Thành • Ngô Giai Lâm • Dư Hồng • Dư Hồng Thắng • Trương Ngạn • Trương Văn Hiền • Trương Quốc Vượng • Lâm Chiêm Hi • Lâm Bảo Kim • Lâm Thụy Lương • La Đông Xuyên • Mạnh Thiên • Triệu Long • Thôi Vĩnh Huy • Lương Vĩ Tân • Phó Quang Minh • Ôn Văn Khê • Lại Quân | Diệp Linh • Lan Trăn (người Xa) • Hình Thiện Bình • Lý Bân • Dương Hồng • Trần Mai • Lâm Đan • Lâm Diệp Bình • Trịnh Hải Châu • Hạng Trung Hồng • Quách Ninh Ninh • Hoàng Diễm Diễm • Thôi Ngọc Anh (người Tạng) • Thái Nguyệt Anh | [ 59 ] |
| Quảng Đông (70)     | Mã Chính Dũng • Vương Vinh • Vương Thắng • Vương Vĩ Trung • Vương Thụy Quân • Lư Vinh Xuân • Diệp Ngưu Bình • Khâu Hán Tùng • Lữ Ngọc Ấn • Lưu Cát • Lưu Hồng Binh • Lý Hi • Tiêu Á Phi • Ngô Cương Vận • Hà Hiểu Quân • Tống Phúc Long • Trương Hổ • Trương Hiểu Cường • Trương Ái Quân • Trương Phúc Hải • Trần Mẫn • Trần Ngạn Minh • Trần Kiến Văn • Trần Xuân Thanh • Lâm Đào • Lâm Khắc Khánh • Lâm Di Ảnh • Trịnh Kha • Mạnh Phàm Lợi • Mạnh Chấn Bình • Chung Nam Sơn • Hạ Bảo Long • Ân Chiêu Cử • Cao Đông Bân • Quách Văn Hải • Hoàng Sở Bình • Cung Quốc Bình • Cung Giá Lập • Thôi Triêu Dương • Bàn Kim Sinh (người Dao) • Tằng Nghị • Ôn Trạm Tân • Đái Vận Long | Vi Diễm Mai (người Tráng) • Bạch Đào • Phùng Linh • Sư Vĩnh Hà • Lưu Đan • Lưu Nhã Hồng • Hứa Hồng • Kỷ Khiết Hồng • Tô Đông Thanh • Đỗ Ngọc Đào (người Mãn) • Lý Phương Phương • Lý Cần Hiền • Dương Bân • Dư Nạp • Lục Tú Hưng • Trần Hân • Trần Yến Hồng • Chu San • Hồ Xuân Hoa • Hầu Kim Ngạn • Phí Anh Anh • Viên Cổ Khiết • Lương Mỹ Dung • Lương Bích Hoa • Bành Thu Hương • Liêu Cao Trân • Hoàng Đông Vân                     | [ 60 ] |
| Quý Châu (39)       | Đinh Hùng Quân • Vương Hỗ Ninh • Vương Tư Tề • Vương Trấn Nghĩa (người Động) • Long Phúc Cương (người Miêu) • Lư Ung Chính • Lưu Tú Tường • Lý Cương • Lý Thắng • Lý Duệ • Lý Nguyên Bình • Lý Tác Huân • Lý Kiến Quân • Lý Bỉnh Quân • Dương Xương Bằng (người Thổ Gia) • Tiêu Khải Lâm • Thì Ngọc Bảo • Thì Quang Huy • Ngô Thắng Hoa (người Bố Y) • Lãnh Triêu Cương (người Miêu) • Trần Thiếu Ba (người Thổ Gia) • Trần Xương Húc • La Cường (người Miêu) • Chu Kỳ • Hồ Trung Hùng • Đường Đức Trí • Lương Quý Hữu (người Bố Y) • Ngụy Thụ Vượng | Vi Lan (người Bố Y) • Vi Tử Hàm (người Thủy) • Hứa Lôi • Hà Khai Bình • Dư Lưu Phân • Lâm Khiết Như • La Tinh Tinh (người Động) • Chu Văn • Viên Cầm • Tào Hải Linh • Thầm Di Cầm (người Bạch) | [ 61 ] |
| Sơn Đông (76)       | Vu Giang Đào • Vương Khải • Vương Thư Kiên • Vương Truyện Hỉ • Vương Quân Thành • Vương Thụ Quân • Vương Ân Đông • Vương Tân Xuân • Ngưu Xuyên Văn • Điền Vệ Đông • Điền Khánh Doanh • Bạch Sơn (người Hồi) • Bạch Ngọc Cương (người Mông Cổ) • Bao Hoa • Phùng Tân Nham • Nhậm Cương • Lưu Cường • Lưu Thiên Đông • Lưu Gia Nghĩa • Giang Thành • Giang Đôn Đào • Tôn Lập Thành • Tôn Học Bình • Tôn Pháp Tuyển • Tôn Ái Quân • Lý Cán Kiệt • Dương Đông Kỳ • Dương Hi Dũng • Dương Quốc Cường • Dương Hồng Đào • Tống Vĩnh Tường • Tống Quân Kế • Trương Giáp Thiên • Trương Liên Cương • Trương Khoáng Quân • Trương Hải Ba • Trương Tân Văn • Lục Trị Nguyên • Trần Bình • Trần Dũng • Trần Cường • Trần Bính Phúc • Lâm Hồng Ngọc • La Công Lợi • Chu Cường • Chu Nãi Tường • Triệu Chí Hạo • Khương Lăng Cương • Tần Truyện Tân • Giả Tân Hoa • Hạ Hồng Dân • Quách Nhuệ • Quách Tân Lập • Phó Minh Tiên • Mãn Thận Cương • Đằng Song Hưng | Vương Lỗi • Vương Vũ Yến • Lưu Yến Thiều • Tôn Nhất Thiến • Tôn Phong Hoa • Đỗ Lập Chi • Lý Văn • Lý Trường Bình • Dương Thủ Vĩ • Lãnh Hiểu Yến • Thẩm Dược Dược • Trương Vĩ • Trương Huệ • Trương Thủ Anh • Trương Hồng Hà • Trương Hải Yến • Trần Mộng • Kim Tinh (người Hồi) • Cao Thục Trinh • Cát Tuệ Quân | [ 62 ] |
| Sơn Tây (43)        | Đinh Tiểu Cường • Mã Lê Minh • Vương Xuân • Vương Chấn • Vương Ủng Quân • Vi Thao (người Tráng) • Vưu Quyền • Ngưu Quốc Đống • Lư Đông Lượng • Bao Sở Hùng • Ninh Văn Hâm • Củng Chí Nghĩa • Chu Hiểu Đông • Diêm Thần Hi • Tôn Đại Quân • Lý Kiệt • Dương Cần Vinh • Ngô Tuấn Thanh • Trương Tĩnh • Trương Cát Phúc • Trương Hiểu Vĩnh • Trương Cao Phong • Vũ Chí Viễn • Lâm Vũ • La Thanh Vũ • Khương Tứ Thanh • Diêu Thanh Lâm • Viên Thanh Mậu • Nguyên Quý Sinh • Thương Lê Quang • Lam Phật An | Điền Á Hân • Tất Tịch Anh • Lưu Quế Trân • Ngô Chí Hoa • Trương Dĩnh Huệ • Trần An Lệ • Hầu Lệ Lâm • Giả Cúc Lan • Thôi Vĩnh Minh • Lương Nhã Linh • Hàn Lợi Bình • Lôi Kiện Khôn | [ 63 ] |
| Thanh Hải (29)      | Tài Nhượng Thái (người Tạng) • Vương Lâm Hổ • Vương Định Bang • Ngưu Sinh Hữu • Ba Tài Lạc (người Tạng) • Lữ Cương • Chu Chiến Dân • Dương Chí Văn (người Hồi) • Ngô Hiểu Quân • Uông Dương • Trương Hiểu Quân • Trần Thụy Phong • Triệu Khắc Chí • Tín Trường Tinh • Ban Quả (người Tạng) • Tiền Kiến Hoa • Ngân Bách (người Nạp Tây) • Cát Quân • Hàn Thạch (người Salar) • Thái Thành Dũng | Mã Hiểu Du (người Hồi) • Thiết Dương Thập Tả (người Tạng) • Lưu Tú Thanh (người Mông Cổ) • Kỳ Hồng Phương • Dương Nguyên (người Hồi) • Trương Cẩm Mai • Trần Chí Tú (người Thổ) • Triệu Nguyệt Hà • Tiêu Tranh | [ 64 ] |
| Thiểm Tây (44)      | Vương Hiểu • Vương Lâm • Vương Hữu Dân • Vương Hưng Ninh • Phương Hồng Vệ • Lư Kiến Quân • Nhậm Toàn Bân • Trang Trường Hưng • Lưu Quốc Trung • Tôn Khoa • Lý Xuân Lâm • Dương Quảng Đình • Trương Hiểu Quang • Trương Tân Đình • Vũ Văn Cương • Trịnh Quang Chiếu • Triệu Cương • Triệu Nhất Đức • Triệu Lâm Bân • Kha Tiểu Hải • Chung Hồng Giang • Viên Hoành Minh • Hạ Hiểu Trung • Từ Đại Đồng • Từ Vĩnh Thắng (người Duy Ngô Nhĩ) • Từ Tân Vinh • Hoàng Tư Quang • Trình Phúc Ba • Phiền Duy Bân | Vương Ngọc Nga • Vương Chiếu Huy • Tôn Xuân Lan • Hà Phi • Trương Lập Đồng • Trương Liên Liên • Trương Lăng Vân • Chu Kiến Linh • Pháp Hiểu Phương • Hách Xuân Hiệp • Hạ Giang Ba • Thường Á Quỳnh • Huệ Mẫn Lỵ • Lộ Sinh Mai • Tiết Oánh | [ 65 ] |
| Tứ Xuyên (73)       | Vu Lập Quân • Mã Ba (người Thổ Gia) • Vương Phượng Triêu • Vương Tùng Lâm • Vương Á Phi • Vương Hiểu Huy • Nguyên Phương • Phương Tồn Hảo • Lập Khắc Long Long (người Lô Lô) • Phùng Văn Sinh • Phùng Định Thanh • Chu Gia Đức • Lưu Bình • Lý Giang • Lý Chước • Lý Vân Trạch • Lý Chính Xích (người Miêu) • Dương Văn Ngọc • Dương Tú Bân • Dương Lâm Hưng (người Thổ Gia) • Hà Bình • Trâu Tự Cảnh • Trâu Kính Viên • Thẩm Dương • Trương Đồng • Trương Vinh • Trương Chính Hồng • Trương Khánh Lê • A Thạch Lạp Bỉ (người Lô Lô) • Trần Vĩ • Thiệu Cách Quân • Kỳ Mỹ Đa Cát (người Tạng) • Phạm Ba • Hàng Nghĩa Hồng • La Văn • La Giai Minh • La Chấn Hoa (người Tạng) • Triệu Tuấn Dân • Hồ Nguyên Khôn • Đoạn Nghị Quân • Du Bồi Căn • Khương Văn Thịnh • Lật Chiến Thư • Đường Dũng • Hoàng Cường • Tào Lập Quân • Tưởng Cự Phong • Cô Học Bân • Cận Lỗi • Liêu Kiến Vũ • Đàm Hồng Ân (người Thổ Gia)                                    | Vương Diễm • Đặng Tiểu Yến • Lưu Ký • Lý Thu Nguyệt • Trương Yến • Trần Vân Trân (người Khương) • Trần Hải Diễm • Trần Vọng Tuệ (người Tạng) • La Hoài Dung • Trịnh Lỵ • Trịnh Diễm Mai • Tra Ngọc Xuân • Thi Tiểu Lâm • Quách Du Tri • Tào Thế Như • Tào Hồng Anh • Phù Vũ Hàng • Lương Ân Vinh • Kính Tĩnh • Tạ Lợi Bình • Bồ Lệ Dung • Hùng Nhị                                                                                      | [ 66 ] |
| Vân Nam (47)        | Vương Lực • Vương Ninh • Vương Vân Phi • Vương Dĩ Chí • Vương Dữ Ba • Vương Canh Tiệp • Thạch Ngọc Cương (người Miêu) • Ấn Xuân Vinh • Phùng Chí Lễ • Chu Hữu Dũng • Chu Gia Vĩ • Lưu Phi • Lưu Dũng (người Nạp Tây) • Lưu Hồng Kiến • Lý Cương • Lý Tiểu Tam • Lý Thạch Tùng (người Bạch) • Lý Khánh Nguyên • Lý Quế Khoa (người Bạch) • Trương Chi Chính (người Lô Lô) • Trần Minh • Nạp Vân Đức (người Lật Túc) • Lạp Mã · Hưng Cao (người Lô Lô) • Triệu Gia Thanh (người Va) • Triệu Thụy Quân • Khương Sơn • Tần Tuyển • Đốn Châu Bồi Sở (người Tạng) • Cao Đức Vinh (người Độc Long) • Quách Đại Tiến • Quách Thanh Côn • Phổ Ngọc Trung (người Hà Nhì) | Vương Vinh • Phùng Vĩ Trân • Chu Triệu Vân • Nông Bố Ương Tông (người Tạng) • Lý Giang • Lý Tinh • Lý Na Khỏa (người La Hủ) • Ngô Trường Bích • Trương Quế Mai (người Mãn) • La Bình (người Hà Nhì) • Tuyến Tiểu Hoảng (người Thái) • Triệu Dược Phương (người La Hủ) • Quách Ngọc Cầm (người Lô Lô) • Phổ Hồng • Tạ Thành Phân | [ 67 ] |
| Đài Loan            | Vương Tuệ • Hứa Khả Úy • Khâu Phong • Hoàng Chí Hiền | Lư Lệ An • Lưu Phương Dĩnh (thổ dân Đài Loan) • Giang Nhĩ Hùng • Thái Quang Khiết • Lê Chỉ Hoành • Lý Đình (người Hồi) | [ 68 ] |

### Khu tự trị
Khu tự trị gồm Khu tự trị dân tộc Hồi Ninh Hạ, Khu tự trị Nội Mông, Khu tự trị dân tộc Tráng Quảng Tây, Khu tự trị Tây Tạng, và Khu tự trị Duy Ngô Nhĩ Tân Cương. Trong đó, Quảng Tây là đơn vị đầu tiên hoàn thành bầu cử trong cả nước, ngày 22 tháng 4 với 48 đại biểu; Ninh Hạ hoàn tất ngày 13 tháng 6 với 30 đại biểu; Tân Cương ngày 23 tháng 6 với 43 đại biểu; Tây Tạng ngày 29 tháng 6 với 30 đại biểu; và Nội Mông ngày 30 tháng 6 với 43 đại biểu. Tổng cộng có 194 đại biểu, với 66 nữ đại biểu, chiếm 34,28%; 79 đại biểu người dân tộc thiểu số, chiếm 41,15%. Nhà lãnh đạo Tập Cận Bình từ đoàn Quảng Tây, ngoài ra có lãnh đạo cấp quốc gia, Chủ tịch Chính Hiệp Uông Dương từ đoàn Tây Tạng, Bí thư Ủy ban Kiểm Kỷ Triệu Lạc Tế từ đoàn Nội Mông. Có 6 lãnh đạo cấp phó quốc gia là Ủy viên Bộ Chính trị, Chủ nhiệm Ủy ban Giám sát Nhà nước Dương Hiểu Độ, Phó Chủ tịch Chính Hiệp Bagatur và Mã Biểu, Phó Ủy viên trưởng Nhân Đại Padma Choling và Arken Imirbaki.
| Khu       | Nam | Nữ | I      |
| --------- | --- | --- | ------ |
| Ninh Hạ   | Đinh Vĩ • Mã Ngọc Sơn • Vương Cương • Ngải Tuấn Đào • Điền Phong Niên • Bạch Hoa • Tề Vĩnh Tân • Y Lập Đông • Đỗ Ngân Kiệt • Trương Lợi • Trương Vũ Phố (người Hồi) • Trần Hi • Trần Ung (người Mãn) • Tiển Quốc Nghĩa (người Mãn) • Triệu Húc Huy • Từ Diệu • Lương Ngôn Thuận • Lôi Đông Sinh | Mã Văn Quyên (người Hồi) • Mã Hán Thành (người Hồi) • Vương Lan Hoa (người Hồi) • Thạch Đại • Lý Kim Khoa (người Mãn) • Dương Ngạn Phong • Trương Tiểu Linh • Trần Mỹ Vinh • Triệu Nại Hương • Hầu Diễm • Cố Xuân Nga • Cơ Tú Hoa (người Hồi) | [ 73 ] |
| Nội Mông  | Đinh Tú Phong • Vạn Siêu Kỳ • Yêu Vĩnh Ba • Bagatur (người Mông Cổ) • Bagatur (người Mông Cổ) • Đại Khâm (người Mông Cổ) • Bao Cương (người Mông Cổ) • Đình · Ba Đặc Nhĩ (người Mông Cổ) • Lưu Sảng • Lưu Chí Úc • Tôn Thiệu Sính • Lý Lý • Lý Tú Lĩnh • Dương Vĩ Đông • Dương Ký Bằng (người Mông Cổ) • Hà Vũ Xuân • Trương Tam Minh • Trương Căn Cửu • Trương Hiểu Binh • Kim Khắc Lặc Na Nhật (người Daur) • Mạnh Hiến Đông • Triệu Lạc Tế • Hạ Vĩ Hoa • Cao Nhuận Hỉ • Đường Nghị • Hoàng Chí Cường • Tùy Duy Quân • Hàn Giai Đồng (người Mông Cổ) • Đái Hoằng | Vương Tú Chi (người Mông Cổ) • Vương Cải Mai • Vương Lị Hà (người Mông Cổ) • Đặng Úc (người Mông Cổ) • Bạch Tĩnh (người Mông Cổ) • Lưu Thục Quân • Triệu Tinh • Triệu Dĩnh Tuệ • Hồ Đạt Cổ Lạp (người Mông Cổ) • Na Nhật Cách (người Oroqen) • Từ Tuấn Hà • Mai Viên Tuyết (người Mãn) • Tuyết Bình (người Evenk) | [ 74 ] |
| Quảng Tây | Tập Cận Bình • Mã Biểu (người Tráng) • Vương Duy Bình • Lưu Ninh • Lưu Tiểu Minh • Hứa Vĩnh Quả • Tôn Đại Quang • Tôn Đại Vĩ • Đỗ Thành • Lý Kiệt Vân • Ngô Vĩ • Hà Văn Hạo • Hà Lục Xuân • Hà Triêu Kiến (người Tráng) • Lâm Quan (người Tráng) • Chu Luyện (người Tráng) • Chu Dị Quyết (người Tráng) • Chu Gia Bân • Trịnh Chí Minh • Phòng Linh Mẫn • Tần Xuân Thành • Mạc Hoa • Từ Địch Khắc • Hoàng Nhữ Sinh • Tưởng Liên Sinh • Lam Hiểu (người Dao) • Lam Thiên Lập (người Tráng) • Thái Cẩm Quân • Đàm Phi Sang | Vương Thanh Diễm (người Tráng) • Bao Cúc Huy • Hứa Phi • Nông Phượng Quyên (người Tráng) • Nông Sinh Văn (người Tráng) • Lý Hoa • Lý Đình (người Động) • Lý Đông Hưng (người Tráng) • Dương Ninh (người Miêu) • Lợi Viễn Viễn • Hà Tường Anh (người Kinh) • Trần Đông Hàn • Bàng Thiến • Chúc Tuyết Lan (người Dao) • Hoàng Tuyết Tuệ (người Tráng) • Hoàng Mạn • Thái Lệ Tân • Lê Cúc Bình (người Tráng) • Phan Hiểu Mai (người Tráng)                                                  | [ 75 ] |
| Tây Tạng  | Vương Vệ Đông • Vương Quân Chính • Đán Tăng Đốn Châu (người Tạng) • Padma Choling (người Tạng) • Trang Nghiêm • Trang Kình Tùng • Lưu Giang • Thứ Nhân Đốn Châu (người Tạng) • Hứa Thành Thương • Nghiêm Kim Hải (người Tạng) • Uông Dương • Trần Vĩnh Kỳ • Trác Sá (người Tạng) • Đoạn Hải • Ngao Lưu Toàn • Cung Hội Tài • Tư Lãng Ni Mã (người Tạng) • Phổ Bố Đốn Châu (người Tạng) • Lại Giao | Ni Cát (người Tạng) • Ni Mã Lạp Tông • Biên Ba Trác Mã (người Tạng) • Á Hạ (người Lhoba) • Tây Lạc Trác Mã (người Tạng) • Khúc Thố • Thứ Nhân Lạp Mỗ • Trạch Nhân Vượng Mỗ (người Tạng) • Lạc Tang Giang Thôn (người Tạng) • Tác Lãng Đức Cát (người Monpa) • Dát Tùng Khúc Trân (người Tạng) | [ 76 ] |
| Tân Cương | Mã Hưng Thụy • Vương Cương • Vương Quốc Hòa • Ba Âm Khắc Tây (người Mông Cổ) • Arken Imirbaki (người Duy Ngô Nhĩ) • Erkin Tuniyaz (người Duy Ngô Nhĩ) • Điền Tương Lợi • Thổ Nhĩ Hồng · Ngô Mãi Nhĩ (người Duy Ngô Nhĩ) • Nhậm Quảng Bằng • Lưu Sâm • Khắc Y Sắc Nhĩ · Khắc Vưu Mộc (người Duy Ngô Nhĩ) • Lý Ấp Phi • Dương Phát Sâm • Dương Hiểu Độ • Ngô Nhục Tư A Lực · Cáp Tây Cáp Nhĩ Ba Y (người Kyrgyz) • Shewket Imin (người Duy Ngô Nhĩ) • Hà Trung Hữu • Trương Trụ • Trương Xuân Lâm • Trần Vĩ Tuấn • Nurlan Abilmazhinuly (người Kazakh) • Vũ Cương • Kiệt Ân Tư · Cáp Đức Tư người Kazakh) • Triệu Văn Tuyền • Nhiếp Tráng • Cao Kim Dương • Tiết Bân • Ngụy Kiến Quốc | Mã Lệ (người Hồi) • Mã Du (người Hồi) • Phương Tiên Trân • Cổ Lan Bái Nhĩ · Như Tiên (người Tajik) • Tả Nhiệt Cổ Lệ · Ni Á Tư (người Duy Ngô Nhĩ) • Lý Bình (người Xibe) • Lý Văn Quyên • Hách Hương Lợi • Tổ Lực Á Đề · Ti Mã Nghĩa (người Duy Ngô Nhĩ) • Nhiệt Tây Lạp · Nhiệt Cáp Đề (người Kazakh) • Nhiệt Hợp Mạn · A Ngô Đề (người Duy Ngô Nhĩ) • Nhiệt Tư Vạn Cổ Lệ · Sa Ngô Đề (người Duy Ngô Nhĩ) • Khấu Hiểu Yến • Bồ Tuyết Mai • Mục Diệp Tái · Ni Gia Đề (người Duy Ngô Nhĩ) | [ 77 ] |

## Đại biểu đặc biệt
Ủy ban Trung ương Đảng mời một số đại biểu đặc biệt từng là lãnh đạo trong lịch sử Đảng và Nhà nước Trung Quốc, tham gia Đại hội Đảng Cộng sản Trung Quốc lần thứ XX với tư cách là khách mời, không tham gia bầu cử.

## Thống kê
Theo số lượng bầu cử ban đầu, có 2.300 đại biểu từ 38 khu vực, sau đó, có đại biểu Chu Vĩ của đoàn Cam Túc qua đời, 3 đại biểu được loại khỏi danh sách là Trung tướng Thượng Hoành của đoàn Giải phóng quân, Cao Tinh Siêu của đoàn Hắc Long Giang, Trương Binh của đoàn Chiết Giang; tổng số giảm còn 2.296 đại biểu. Theo thống kê danh sách đại biểu, có 619 nữ đại biểu, tăng 68 người so với Đại 19, chiếm 27,0%, tăng 2,8%; có 264 đại biểu dân tộc thiểu số, chiếm 11,50%, bao gồm 40 dân tộc; 771 đại biểu tiền phương trong lao động sản xuất, chiếm 33,6%; 192 đại biểu là Đảng viên công nhân (26 Đảng viên là dân công), chiếm 8,4%; 85 Đảng viên nông dân, chiếm 3,7%; 266 Đảng viên chuyên môn kỹ thuật, chiếm 11,6%. Về cơ cấu độ tuổi, các đại biểu trung bình 52,2 tuổi, trong đó 1.371 người dưới 55 tuổi, chiếm 59,7%, 434 người dưới 45 tuổi, chiếm 18,9%. Về trình độ học vấn, có 2.191 đại biểu có trình độ cao đẳng trở lên, chiếm 95,4%, tăng 1,2% so với Đại 19, trong đó, 826 người có trình độ đại học, chiếm 36,0%; 1.210 người có trình độ sau đại học, chiếm 52,7%. Về khoảng thời gian kết nạp Đảng, có 2.224 người vào Đảng sau cải cách, mở cửa, chiếm 96,9% và trở thành tập thể chính của Đại 20.
| Khu vực                        | Thời gian              | Số lượng      | Nữ        | Tỷ lệ %       | Thiểu số | Tỷ lệ %       |
| ------------------------------ | ---------------------- | ------------- | --------- | ------------- | -------- | ------------- |
| Cơ quan Nhà nước và Trung ương | 17–19 tháng 7          | 293           | 58        | 19,80         | 23       | 7,85          |
| Lực lượng vũ trang             | Đến 15 tháng 8         | 303 (304)     | 28        | 9,24 (9,21)   | 20       | 6,60          |
| Cơ quan khác (Trung ương)      | —                      | 115           | 21        | 18,26         | 9        | 7,83          |
| Xí nghiệp Trung ương           | 9–10 tháng 7           | 51            | 7         | 13,73         | 1        | 1,96          |
| Tài chính Trung ương           | Đến 30 tháng 6         | 44            | 9         | 20,45         | 7        | 15,91         |
| Ủy ban Hồng Kông               | Không công bố          | 11            | 1         | 9,09          | 0        | 0,00          |
| Ủy ban Ma Cao                  | Không công bố          | 4             | 0         | 0,00          | 0        | 0,00          |
| Khu Cảng Áo Đài không xác định | Không công bố          | 5             | 4         | 80,00         | 1        | 20,00         |
| Trực hạt thị                   | —                      | 224           | 88        | 39,29         | 14       | 6,25          |
| Bắc Kinh                       | 29 tháng 6             | 62            | 27        | 43,55         | 4        | 6,45          |
| Thượng Hải                     | 25–27 tháng 6          | 73            | 29        | 39,73         | 3        | 4,11          |
| Thiên Tân                      | 16–20 tháng 6          | 46            | 17        | 36,96         | 4        | 8,70          |
| Trùng Khánh                    | 27–31 tháng 5          | 43            | 15        | 38,88         | 3        | 6,98          |
| Tỉnh                           | —                      | 1169 (1172)   | 359 (360) | 30,71 (30,72) | 119      | 10,18 (10,15) |
| An Huy                         | 29–30 tháng 6          | 57            | 16        | 28,07         | 3        | 5,26          |
| Cam Túc                        | 27–30 tháng 5          | 39 (40)       | 12        | 30,77 (30,00) | 6        | 15,38 (15,00) |
| Cát Lâm                        | 19–22 tháng 6          | 37            | 13        | 35,14         | 5        | 13,51         |
| Chiết Giang                    | 20–22 tháng 6          | 50 (51)       | 17        | 34,00 (33,33) | 2        | 4,00 (3,92)   |
| Giang Tây                      | 29–30 tháng 6          | 43            | 10        | 23,26         | 2        | 4,65          |
| Giang Tô                       | 22–23 tháng 6          | 71            | 23        | 32,39         | 1        | 1,41          |
| Hà Bắc                         | 22–23 tháng 6          | 64            | 19        | 29,69         | 6        | 9,38          |
| Hà Nam                         | 30–31 tháng 5          | 69            | 18        | 26,09         | 2        | 2,90          |
| Hải Nam                        | 26–29 tháng 4          | 26            | 7         | 26,92         | 2        | 7,69          |
| Hắc Long Giang                 | 29 tháng 4 – 2 tháng 5 | 49 (50)       | 16 (17)   | 32,65 (34,00) | 5        | 10,20 (10,00) |
| Hồ Bắc                         | 18–21 tháng 6          | 63            | 19        | 30,16         | 2        | 3,17          |
| Hồ Nam                         | 22–23 tháng 6          | 65            | 17        | 24.62         | 8        | 12,31         |
| Liêu Ninh                      | 28 tháng 6             | 64            | 21        | 32,81         | 13       | 20,31         |
| Phúc Kiến                      | 23 tháng 6             | 41            | 14        | 34,15         | 2        | 4,88          |
| Quảng Đông                     | 22–25 tháng 5          | 70            | 28        | 40,00         | 3        | 4,29          |
| Quý Châu                       | 25–28 tháng 4          | 39            | 11        | 28,21         | 12       | 30,77         |
| Sơn Đông                       | 28 tháng 5 – 1 tháng 6 | 76            | 20        | 26,32         | 3        | 3,95          |
| Sơn Tây                        | 31 tháng 5             | 43            | 12        | 27,91         | 1        | 2,33          |
| Thanh Hải                      | 23–26 tháng 5          | 29            | 9         | 31,03         | 11       | 37,93         |
| Thiểm Tây                      | 27–30 tháng 5          | 44            | 15        | 34,09         | 1        | 2,27          |
| Tứ Xuyên                       | 27–30 tháng 5          | 73            | 22        | 30,14         | 10       | 13.70         |
| Vân Nam                        | 24–25 tháng 6          | 47            | 15        | 31,91         | 18       | 38,30         |
| Đài Loan                       | 26 tháng 6             | 10            | 5         | 50,00         | 1        | 10,00         |
| Khu tự trị                     | —                      | 192           | 66        | 34,38         | 79       | 41,15         |
| Ninh Hạ                        | 10–13 tháng 6          | 30            | 10        | 33,33         | 9        | 30,00         |
| Nội Mông                       | 29–30 tháng 6          | 42            | 13        | 30,95         | 16       | 39,10         |
| Quảng Tây                      | 22 tháng 4             | 48            | 18        | 37,50         | 18       | 37,50         |
| Tây Tạng                       | 28–29 tháng 6          | 30            | 10        | 33,33         | 17       | 57,67         |
| Tân Cương                      | 25 tháng 6             | 43            | 15        | 34,88         | 19       | 44,19         |
| Tổng                           | —                      | 2.296 (2.300) | 619 (620) | 26,96         | 264      | 11,50 (11,48) |